# António Xavier Pereira Coutinho
António Xavier Pereira Coutinho (Lisboa, 11 de Junho de 1851 — Alcabideche, 27 de Março de 1939) foi um engenheiro agrónomo e professor universitário português que se destacou como botânico e fitossistemata.

## Família
Era filho de D. Martinho de França e Faro Pacheco Pato de Novais Pimental Pereira Coutinho, Fidalgo com exercício no Paço e Cavaleiro da Ordem de Santiago de Espada. A mãe do professor foi Dª. Maria da Penha de França de Baena Falcão de Magalhães e Avelar, filha de Fernando Magalhães Avelar, do Conselho de S.M.F. e Presidente do Supremo Tribunal de Justiça, e de sua primeira mulher, Dª. Maria Francisca de Baena Falcão van Zeller Henriques Rezende, 4ª Baronesa de Aldenberg.
D. António era neto, por linha varonil, de D. António Xavier Pereira Coutinho Pacheco de Vilhena e Brito de Mendonça Botelho Pato Nogueira de Novais Pimentel, 4.º Marquês de los Soidos, Grande de Espanha de 1.ª Classe, etc, e de sua mulher Maria da Madre de Deus de Lemos Pereira de Lacerda.

## Biografia
Formou-se como Engenheiro agrónomo pela Escola Politécnica de Lisboa. Leccionou primeiramente no Instituto Geral de Agricultura (futuro Instituto Superior de Agronomia) e depois, até à sua aposentação em 1921, na Escola Politécnica, a partir de 1911 Faculdade de Ciências da Universidade de Lisboa.
António Xavier Pereira Coutinho foi um taxonomista de renome, autor de Flora de Portugal (Plantas Vasculares): Disposta em Chaves Dicotómicas (1.ª ed. Lisboa: Aillaud, 1913; 2.ª ed. Lisboa: Bertrand, 1939) e de inúmeros outros trabalhos de Botânica e Silvicultura. Entre as suas primeiras obras publicadas, destaque-se A Silvicultura no Distrito de Bragança (Lisboa: Viúva Sousa Neves, 1882) e o Curso de Silvicultura : Esboço de uma Flora Lenhosa Portuguesa (Lisboa : Academia Real das Ciências, 1887; 2.ª ed. actualizada Lisboa: Direcção-Geral dos Serviços Florestais, 1936). Foi também um grande especialista da filoxera, tendo integrado em 1878 uma comissão de estudo daquela doença da vinha e publicado, entre outras, a obra Tratado Elementar da Cultura da Vinha : Cepas Europeias e Cepas Americanas, Grangeios, Doenças da Videira (Lisboa: Liv. José António Rodrigues, 1903).
Foi professor de silvicultores como Joaquim Vieira Natividade.